# عنوسة

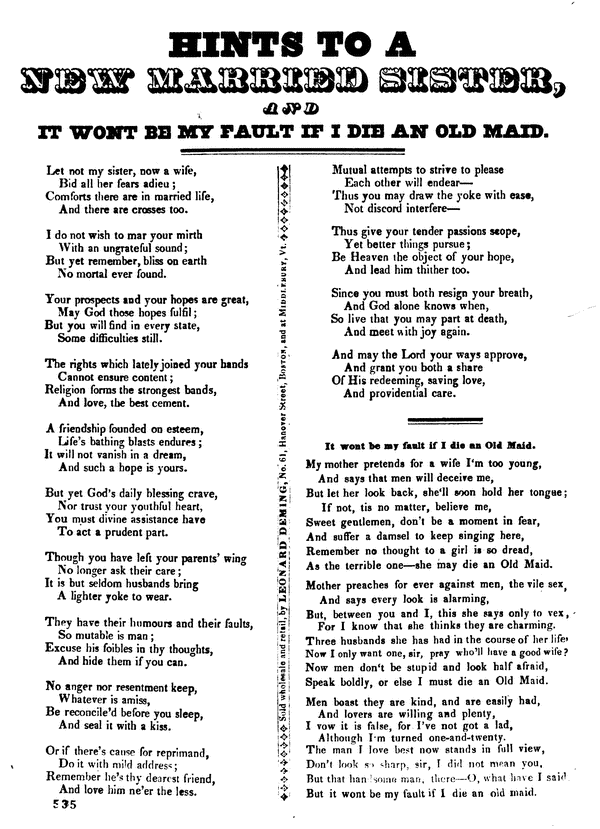
قصيدة بعنوان "أنه ليس ذنبي إذا مت كخادمة عجوز" ، كتب في أحد سطور القصيدة ما يلي: لا توجد فكرة مرعبة للفتاة مثل فكرة أن تموت كخادمة عجوز.

العنوسة (الوصف: عانس)، هو مصطلح يشير إلى المرأة غير المتزوجة التي يكون عمرها قد تعدى ما يعتبر النطاق العمري الأمثل للزواج بالنسبة للنساء، ويمكن أن يشير أيضًا إلى أنه من غير المرجح أن تتزوج المرأة على الإطلاق. تاريخيا استخدم المصطلح في الأصل للإشارة إلى النساء العاملات في مهنة غزل النسيج. وهناك مصطلح آخر مرادف للعنوسة استخدم تاريخيًا أيضا وهو (الخادمة كبيرة السن أو العجوز). بالنسبة للذكور فإن أقرب مصطلح لوصف الذكور غير المتزوجين هو "عازب" أو "عازب مؤكد"، ولكن هذا الوصف للذكور لا يحمل في الغالب نفس الدلالات من حيث العمر والرغبة الملحوظة في الزواج مقارنة بمصطلح العانس المستخدم للنساء.

## علم أصول الكلمات والتاريخ
قبل العصر الصناعي، كان يُشار إلى الفتيات والنساء اللائي يغزلن الصوف على أنهن "عوانس ويتمتعن بالمهارة." وفقًا لقاموس علم أصل الكلمة على شبكة الإنترنت، كانت مهنة الغزل شائعة بين النساء غير المتزوجات، ومنها استخدمت كلمة عانس في الوثائق القانونية من القرن السابع عشر إلى أوائل القرن العشرين للدلالة على (المرأة غير متزوجة). بحلول عام 1719 أصبحت الكلمة تستخدم للإشارة إلى النساء بشكل عام اللاتي لا يزلن غير متزوجات وتجاوزن السن المعتادة للزواج.
استخدم مصطلح "العانس" للإشارة إلى النساء غير المتزوجات في سياق قانوني منذ عام 1699 على الأقل، وكثيراً ما كان يُستخدم المصطلح في الإعلان عن زواج رجل وامرأة من أتباع كنيسة إنجلترا، إذ كان يشار إلى العروس المرتقبة على أنها "عانس هذه الأبرشية".
يعرِّف قاموس أوكسفورد الأمريكي "العانس" بأنها: (... امرأة غير متزوجة ولا سيما السيدة الأكبر سنًا التي تجاوزت السن التقليدي للزواج). كما يصنف القاموس كلمة "العانس" على أنها كلمة لها دلالات مهينة ومثال جيد لكيفية اكتساب مصطلح ما دلالات قوية إلى الحد الذي لا يمكن استخدامه فيه بمعنى محايد.
أما قاموس ميريام ويبستر فقد عرف العانس في طبعتيه سنة 1828 و1913 بمعنيين:
- المرأة التي تغزل أو التي تمارس مهنة الغزل.
- المرأة غير المتزوجة أو العزباء (في القانون).[6]

بحلول القرن التاسع عشر، تطور المصطلح ليشمل النساء اللائي اخترن عدم الزواج. خلال ذلك القرن أخذت عوانس الطبقة الوسطى وكذلك أقرانهم المتزوجون مبادئ الحب والزواج على محمل الجد وكانت العنوسة في كثير من الأحيان نتيجة لالتزامهم بتلك المبادئ. إذ فضلوا عدم الزواج ليس بسبب أي عيوب شخصية، بل لأنهم لم يعثروا على شريك الحياة الذي يحبونه بشغف.
في القرن التاسع عشر نشرت مجلة الأزياء (بيترسون) مقالًا افتتاحيًا في أحد أعدادها تشجع فيه النساء على التأني في اختيار شريك الحياة ولو على حساب البقاء دون زواج أبدًا، المقال وهو بعنوان ( إنه شرف لي في كثير من الأحيان أن أكون خادمة عجوز) قدم المقال نصيحة إلى النساء مخاطبًا لهن: «ترغبن بالزواج من أجل منزل؟ تردن الزواج هربا من السخرية من كونك خادمة عجوز؟ كيف تجرئين على فعل ذلك؟ إنك بهذا الفعل تفسدين مؤسسة الله المقدسة عندما تكونين زوجة لرجل لا تشعرين تجاهه بمشاعر الحب أو الاحترام».

## العنوسة في الأدب
ورد مصطلح عانس في الشعر العربي القديم، وكان يقصد به الرجال على وجه الخصوص.
قال أبو قيس بن رفاعة :
وقال أبو ذؤيب الهذلي :

## العنوسة في اللغة
والعنوسة في اللغة هي الصخرة في الماء التي تسبب الركود، ويقال: عنس الرجل : كبر ولم يتزوج، ويطلق على الرجل عانس إذا شب وأدرك سن الزواج ولم يتزوج، وعنست المرأة فهي عانس، إذا كبرت وعجزت في بيت أبويها.وفي اللسان:عنست البنت البكر ؛ أي طال مكثها في بيت أهلها بعد إدراكها ولم تتزوج فهي عانس، والرجل أسن ولم يتزوج فهو أيضا عانس، وأكثر ما يستعمل في النساء، ويقال أيضا: عنست البنت البكر أي حبسوها عن التزوج حتى فاتت سن الزواج. فالرجل والأنثى يطلق عليهما نفس المصطلح، ولكنه شاع على النساء أكثر، ولصق بهن .

## عمر العنوسة
يختلف هذا العمر من مكان لآخر، ففي حين ترى بعض المجتمعات البدوية وأهالي القرى أن كل فتى وفتاة تجاوزوا عمر العشرين ولم يسبق لهم الزواج يطلق عليهم لقب عانس، ويختلف التعريف قليلا في مجتمعات المدن وتتجاوز سن العنوسة إلى الثلاثين وما بعدها لمن تطلق عليهم صفة العانس نظراً إلى أن الفتاة يجب أن تكمل تعليمها قبل الارتباط والإنجاب.

## هوامش
يظن بعض الناس أن هذا المصطلح يطلق على الإناث فقط من دون الرجال، والصحيح أنه يطلق على الجنسين ولكن المتعارف عليه مؤخرا هو إطلاق اللفظ على النساء في الأغلب.
ملاحظة عرف العنوسة عن البشر مستند على أساس طبي لم يدرك إلا بعد دراسة العلماء للتغيرات البيولوجية التي تمنع المرأة أو الرجل من ممارسة الحياة الزوجية بشكل طبيعي والمعروفة باسم (سن اليأس) والتي تبدأ بالظهور عند المرأة بشكل تدريجي في عمر الخمسينيات حتى تنقطع عنها الدورة الشهرية وتعقد قدرتها على الإنجاب وعند الرجل أيضا تضعف قدرته وكفاءة إنتاج الحيوانات المنوية في متوسط الخمسينيات - لذلك فإن مفهوم العنوسة يطلق على الرجل والمرأة في نفس الوقت، ولا يختلف متوسط العمر عند كل منهما ما بين 40 إلى 50 عند المرأة والرجل.
ويربط الكثير بين هذا العدد الكبير من العزاب وبين حالة عدم الاستقرار الأمني والسياسي كأحد العوامل الداعمة لهذه الحالة من الاضطراب، على اعتبار أن العزوبية تؤدي إلى حالة من عدم الاستقرار النفسي على الأقل في أغلب الحالات، وفي السعودية تشير الأرقام المتاحة إلى وجود ما يزيد على المليون عزباء، وفي البحرين 50 ألف عزباء، وتشير التقديرات إلى أن ثلث عدد الفتيات في الدول العربية بلغن سن الثلاثين دون زواج.
تشير الإحصاءات المتاحة من بعض الدول العربية أنها فعلا ظاهرة من حيث العدد ومن حيث الانعكاسات النفسية والاجتماعية على السواء، ففي الجزائر ومن خلال إحصائيات المعهد الوطني للإحصاء تبين أن هناك 11 مليون عانس (لا ندري أيقصدون الذكور والإناث معا أم الإناث فقط) منهم 5 ملايين فوق سن 35 سنة، وقد دفع هذا الشيخ شمس الدين صاحب الجمعية الخيرية الإسلامية إلى تأليف كتاب "تأنيث العوانس"، وإلى بذل جهد كبير عن طريق جمعيته الخيرية لتزويج الشباب، ولكن للأسف الشديد تم تطويق نشاط هذه الجمعية وإلغائها بعد أحداث 11 سبتمبر بناءً على مخاوف أو شكوك أمنية كانت تجتاح العالم الإسلامي بشكل مفرط في ذلك الوقت.